# George Z. Voyiadjis
George Z. Voyiadjis (Cairo, 15 de dezembro de 1946) é um engenheiro mecânico egípcio.
Recebeu a Medalha Nathan M. Newmark de 2008.